# Hexarthrius rhinoceros hansi
Hexarthrius rhinoceros hansi es una subespecie de coleóptero de la familia Lucanidae.

## Distribución geográfica
Habita en Indonesia.